# Vedanta
Vedanta (chữ Devanagari: वेदान्त, Vedānta) là một trường phái triết học nằm trong Ấn Độ giáo xem xét đến bản chất của thế giới hiện thực. Từ Vedanta là từ ghép của veda "kiến thức" và anta "cuối cùng, kết luận", dịch ra là "kiến thức cao nhất". Cách đọc khác của anta như là "chủ yếu", "cốt lõi", hay "bên trong", tạo ra từ "Vedānta": "những điểm chủ yếu của kinh Veda".

## Lịch sử
Trong các bản sách xưa, 'Vedānta' trong tiếng Phạn chỉ đơn giản chỉ đến Upanishad, cuốn sách triết lý nhất của các kinh Veda. Tuy nhiên, trong thời trung cổ của Ấn Độ giáo, từ Vedanta trở thành một trường phái triết lý diễn giải Upanishad. Vedanta truyền thống xem những bằng chứng trong kinh điển, hay là shabda pramana, như là phương tiện thật nhất của kiến thức, trong khi cảm nhận, và suy diễn logic, hay là anumana, được xem như là thứ yếu (nhưng vẫn có giá trị).

### Hình thức hóa
Hệ thống các ý tưởng Vedanta vào một luận án chặt chẽ được tiến hành bởi Badarayana trong cuốn sách Vedanta Sutra(200 T.C.N), hay là Brahma Sutra. Các câu cách ngôn khó hiểu trong Vedanta Sutra đã mở ra nhiều cách diễn giải khác nhau, mà kết quả là sự thành lập của nhiều trường phái Vedanta khác nhau, mỗi trường phái diễn đạt kinh điển theo cách riêng của họ và sản sinh ra những lời bình luận riêng tự cho là trung thành với bản gốc. Tuy nhiên nhất quán xuyên suốt Vedanta là lời kêu gọi các nghi lễ cần phải tránh để giúp cho việc đi tìm sự thật của mỗi cá nhân thông qua việc thiền định, tôn trọng đạo đức, vững tin rằng sự bình an tuyệt đối sẽ chờ đợi người đang tìm kiếm. Gần như tất cả các tông phái của Ấn Độ giáo hiện nay đều trực tiếp hay gián tiếp bị ảnh hưởng bởi các hệ thống tư tưởng phát triển bởi các triết gia Vedanta. Sự tồn tại của Ấn Độ giáo đã chịu ơn bởi sự thành lập những hệ thống lý luận chặt chẽ có logic và khá tiến bộ của Vedanta.

## Sách nguyên gốc
Tất cả các dạng của Vedanta chủ yếu được rút ra từ Upanishad, một tập hợp các bộ kinh về triết lý và các lời dạy của kinh Veda, chủ yếu là bàn về các dạng thiền định. "Upanishad là các bài bình luận về kinh Veda, những điều được cho là cuối cùng và cốt lõi, và do đó được biết đến như là Vedānta = "Cuối cùng của Veda". Chúng được xem là cốt lõi cơ bản của tất cả các kinh Veda và mặc dù chúng tạo thành phần cốt lõi cho Vedanta, một phần tư tưởng Vedantic cũng được lấy ra từ Aranyaka có từ trước đó.
Triết lý chủ yếu được thu tóm lại ở trong Upanishad, rằng là sự thật tuyệt đối được gọi là Brahman là nguyên tắc chính của Vedanta. Nhà thông thái Vyasa là một trong những người ủng hộ chính của triết lý này và là tác giả của cuốn Brahma Sūtras dựa trên Upanishad. Khái niệm của Brahman – Thánh thần Tối thượng (Supreme Spirit) hay là Sự Thật Tối thượng vĩnh hằng, tự tồn tại (không sinh không diệt), siêu việt và ở khắp nơi và là cơ sở linh thiêng của tất cả các thể sống - là trung tâm cho hầu hết các trường phái của Vedānta. Khái niệm của God hay là Ishvara cũng có ở đó, và các nhánh của trường phái Vedanta khác nhau chủ yếu ở chỗ họ xác định God thế nào với Brahman.
Nội dung của Upanishad thường được ẩn dưới một ngôn ngữ khó hiểu, do đó đã được diễn đạt nhiều cách khác nhau. Trải qua thời gian, nhiều học giả đã diễn giải những nội dung viết trong Upanishad và các bộ kinh điển khác như Brahma Sutra theo cách hiểu của họ và theo nhu cầu của thời đại họ sống. Tổng cộng có sáu cách diễn giải của những kinh văn nguyên gốc đó, trong đó ba cách (Advaita Vedanta, Vishishtadvaita và Dvaita) là nổi bật nhất, cả ở Ấn Độ và nước ngoài. Những trường phái tư tưởng này được sáng lập bởi Shri Adi Shankara, Shri Ramanuja và Shri Madhvacharya, theo thứ tự kể trên. Tuy nhiên chúng ta cần chú ý rằng, nhà văn Ấn Độ theo Phật giáo tên là Bhavya trước thời của Shankara trong tác phẩm Madhyamakahrdaya Karika đã miêu tả triết lý Vedanta như là "Bhedabheda". Những người ủng hộ cho các phái Vedanta cũng vẫn tiếp tục viết và phát triển ý tưởng của họ, dù cho những tác phẩm của họ không được biết đến nhiều ngoài một nhóm nhỏ những người ủng hộ ở Ấn Độ.
Mặc dù không được nghĩ là một cuốn sách mang tính Vedanta thuần túy, cuốn Bhagavad Gita đã có một vai trò quan trọng trong tư tưởng có tính Vedanta, với các tư tưởng trộn lẫn giữa Samkhya, Yoga, và Upanishad.

## Các nhánh của Vedanta

### Advaita Vedanta
Advaita Vedānta là trường phái có ảnh hưởng mạnh nhất trong Vedanta, và nhiều triết gia, cả người Ấn Độ và người phương Tây, đã bị ảnh hưởng bởi trường phái này. Nó được đề ra bởi Adi Sankara, một triết gia Ấn Độ nổi tiếng, và thầy ông là ParamaGuru Gaudapada, người đã miêu tả Ajativada. Theo trường phái này của Vedānta, Brahman là sự thật duy nhất, và thế giới này, như là đang thấy, chỉ là ảo ảnh. Vì Brahman là sự thật duy nhất, nó không được nói là mang một thuộc tính nào. Một quyền năng ảo của Brahman gọi là Māyā đã làm cho thế giới được tạo ra. Sự ngu dốt về sự thật này là nguyên nhân của tất cả các khổ đau trong thế giới và chỉ dựa trên kiến thức thật sự của Brahman sự giải thoát mới có thể đạt được. Khi một người cố gắng biết đến Brahman thông qua đầu óc của anh ta, do ảnh hưởng của Māyā, Brahman xuất hiện như là God (Ishvara), tách ra khỏi thế giới và khỏi từng cá nhân. Trong thực tế, không có sự khác nhau giữa linh hồn cá nhân jīvātman (xem Atman) và Brahman. Giải thoát nằm ở trong sự hiểu biết về sự thật của sự không khác biệt này (i.e. a-dvaita, bất nhị nguyên, nhất nguyên, "not-two"-ness). Do đó, con đường dẫn tới sự giải thoát cuối cùng là chỉ thông qua kiến thức (jñāna).

### Vishishtadvaita
Vishishtadvaita được đề ra bởi Ramanuja và nói rằng jīvātman là một phần của Brahman, và do đó tương tự, nhưng không giống nhau hoàn toàn. Điểm khác biệt chính so với Advaita là ở trong Visishtadvaita, Brahman được xem là có các thuộc tính, bao gồm cả những linh hồn cá nhân và vật chất. Brahman, vật chất và các linh hồn cá nhân là khác nhau nhưng là những thực thể không thể nào phân tách lẫn nhau được. Trường phái này đề ra Bhakti hay là lòng thành kính với God được hình tượng hóa như là Vishnu như là con đường dẫn tới sự giải thoát. Māyā được xem là quyền năng sáng tạo của God.

### Dvaita
Dvaita được đề ra bởi Madhva. Trường phái này xem God và Brahman là hoàn toàn như nhau, và cũng là Vishnu hay là hóa thân Krishna của ngài. Phái này xem Brahman, tất cả các linh hồn cá nhân (jīvātman) và vật chất là vĩnh cửu và là những thực thể có thể phân tách ra được. Phái này cũng cho Bhakti (lòng mộ đạo) như là con đường dẫn tới sự giải thoát. Không có khái niệm của Māyā như là quyền năng ảo đằng sau thế giới này.

### Dvaitādvaita
Dvaitādvaita được đề ra bởi Nimbārka, dựa trên một trường phái trước đó gọi là Bhedābheda, được dạy bởi Bhāskara. Theo như trường phái này, khái niệm jīvātman cùng một lúc là giống nhưng khác với Brahman. - mối quan hệ jiva có thể xem như là dvaita (nhị nguyên) từ một quan điểm và advaita (nhất nguyên) từ một quan điểm khác.

### Shuddhadvaita
Shuddhadvaita được đề ra bởi Vallabha. Hệ thống này cũng ủng hộ Bhakti như là các phương tiện chính của giải thoát để đi đến Goloka (nghĩa đen, thế giới của những con bò; tuy nhiên trong tiếng Phạn, các từ 'đi đến','bò', cũng có nghĩa khác là 'ngôi sao'). Thế giới này được xem là một môn chơi thể thao (Leela) của Krishna, người là Sat-Chit-Ananda.

### Achintya Bhedābheda
Achintya Bhedābheda được đề ra bởi Chaitanya Mahaprabhu (Bengal, 1486-1534). Bhaktivedanta Swami Prabhupada, người đề xướng phong trào Hare krishna trong thế kỉ 20 theo phái này.

### Purnadvaita hoặc là Advaita toàn bộ
Sri Aurobindo, trong cuốn The Life Divine (Đời sống linh thiêng), đã tổng hợp tất cả các trường phái Vedanta hiện có và đưa ra một phương pháp toàn diện tổng hợp nhất thích hợp với siêu hình học của phương Tây và khoa học hiện đại. Ông cũng khôi phục lại những lời giải thích nguyên thủy mang tính Vedanta trong kinh Veda.

### Vedanta hiện đại
Thuật ngữ "Vedanta hiện đại" đôi khi được sử dụng để miêu tả các diễn dịch của triết lý Advaita Vedanta được đề ra bởi Swami Vivekananda của dòng tu. Lưu trữ ngày 27 tháng 10 năm 2007 tại Wayback Machine. Ông khẳng định rằng:
- Mặc dù God là sự thật tuyệt đối, thế giới là một hiện thực tương đối. Do đó ta không thể mặc kệ thế giới này hoàn toàn.
- Những điều kiện nghèo khổ phải được gỡ bỏ; chỉ lúc đó thì con người mới có thể hướng tâm trí về với God.
- Tất cả các tôn giáo đang cố gắng theo hướng của họ để đạt đến sự thật tuyệt đối. Những tranh cãi mang tính bè phái hạn hẹp do đó nên bị dẹp bỏ, và lòng khoan dung tôn giáo nên được thực hành — giữa các giáo phái Hindu khác nhau, cũng như Thiên chúa giáo, Do Thái giáo, Hồi giáo, Phật giáo, v.v.

Vivekananda đã du hành đến Hội nghị tôn giáo thế giới ở Chicago vào năm 1893, và trở thành một nhân vật có ảnh hưởng lớn trong việc tổng hợp các tư tưởng phương Đông và phương Tây. Ông đã đóng vai trò quan trọng trong việc quảng bá Vedanta đến các quốc gia phương Tây. Những cuộc du hành của ông sang phương Tây đã bị chỉ trích bởi những người Hindu chính thống giáo. Những người ủng hộ ông cho rằng ông đã làm sống lại Vedanta, bằng cách hiểu được làm thế nào nó có thể được áp dụng vào thế giới hiện đại, và đầu tư vào đó với tinh thần của ông. Lưu trữ ngày 30 tháng 9 năm 2008 tại Wayback Machine Đối với Vivekananda, Vedanta không phải là cái gì đó khô khan và bí hiểm, nhưng là một tiếp cận sống động cho quá trình tìm ra kiến thức từ bản thân mình.
Trong cách giảng giải Advaita của ông (cũng như trong cách của Shankara), vẫn còn chỗ cho Bhakti (lòng mộ đạo). Các nhà sư của dòng tu Ramakrishna đề nghị rằng sẽ dễ dàng hơn nếu bắt đầu việc thiền định với một dạng God cá nhân với hình dạng và các tính chất, hơn là dạng tuyệt đối không mang hình dạng nào cả. Saguna Brahman và Nirguna Brahman được xem là hai mặt của cùng một đồng xu. Lưu trữ ngày 12 tháng 10 năm 2008 tại Wayback Machine

## Danh sách các vị thầy
There have been many teachers of Vedanta in India and other countries over the centuries.

## Ảnh hưởng lên phương Tây
Nhà triết học có ảnh hưởng Georg Wilhelm Friedrich Hegel đề cập đến tư tưởng Ấn Độ gợi nhớ đến Advaita-Vedanta trong phần giới thiệu về  Hiện tượng học của tinh thần  và trong  Science of logic "  '.  Arthur Schopenhauer bị ảnh hưởng bởi kinh Veda và Upanishad;  bằng cách nói riêng của mình: "Nếu người đọc cũng đã nhận được lợi ích của kinh Vệ Đà, thì việc tiếp cận với Áo nghĩa thư trong mắt tôi là đặc ân lớn nhất mà thế kỷ vẫn còn non trẻ này (1818) có thể đòi hỏi trước tất cả các thế kỷ trước, nếu  thì độc giả, tôi nói, đã nhận được sự khai tâm của anh ấy bằng trí tuệ nguyên thủy của Ấn Độ, và đón nhận nó với một trái tim rộng mở, anh ấy sẽ chuẩn bị tốt nhất để nghe những gì tôi phải nói với anh ấy. "  ( Thế giới như ý chí và đại diện ) Các nhân vật phương Tây khác đã bị ảnh hưởng bởi hoặc người đã nhận xét về Vedanta là Max Müller, Aldous Huxley, Christopher Isherwood  , Romain Rolland, Alan Watts, Eugene Wigner, Arnold Toynbee, Joseph Campbell, Hermann Hesse và Will Durant  . 